# Rumænsk athenæum
Rumænsk athenæum er et koncerthus i Bukarest i Rumænien og en af byens seværdigheder. Den runde, kirkelignende bygning blev indviet i 1888 og er hjemsted for George Enescu Filharmoniske Orkester samt scene for George Enescu Festival til ære for komponisten George Enescu.